# Friedrich Mohs
Carl Friedrich Christian Mohs (29. ledna 1773 Gernrode – 29. září 1839 Agordo u Belluna, Rakouské císařství) byl německý geolog a mineralog.
Studoval chemii, matematiku a fyziku na Univerzitě v Halle. Studium dokončil v oboru mechanika na Báňské akademii ve Freibergu. Jedním z jeho zdejších profesorů byl mineralog a geolog Abraham Gottlob Werner. Od roku 1801 byl báňským předákem v Neudorfu v pohoří Harzu.
V roce 1802 byl poprvé pozván do Rakouska, kde třídil a popisoval minerály v soukromé sbírce bankéře J. F. van der Nülla.
V roce 1812 byl jmenován profesorem mineralogie na Joanneu ve Štýrském Hradci. V této době v rámci své práce začal určovat fyzikální charakteristiky minerálů a podle nich je třídit. Tím se odlišoval od klasifikace tehdejších mineralogů, kteří minerály řadili podle jejich chemického složení. Vytvořil stupnici tvrdosti, která je dodnes používána a říká se jí Mohsova stupnice tvrdosti. Mohs ji vytvářel nezávisle na konceptu Christiana Samuela Weisse, který krystalografický systém tvořil ve stejné době.
V roce 1817 se stal profesorem a nástupcem Gotloba Wernera ve Freibergu a v roce 1826 profesorem ve Vídni. Zemřel během své cesty do Itálie.